# Lithosciadium multicaule
Lithosciadium multicaule är en flockblommig växtart som beskrevs av Porphir Kiril Nicolai Stepanowitsch Turczaninow. Lithosciadium multicaule ingår i släktet Lithosciadium och familjen flockblommiga växter. Inga underarter finns listade i Catalogue of Life.